# De Leemkuil (speeltuin)
De Leemkuil is een speeltuin in het Mariënbosch in de wijk Kwakkenberg in Nijmegen.

## Geschiedenis

### Voor de speeltuin
De leemkuil is in de negentiende eeuw gecreëerd door Steen- en Vormbakkerij Hamer & Co. Deze voerde leem met paard en wagen, later karretjes op rails, naar de steenfabriek langs de doorgaande weg tussen Nijmegen en Groesbeek. In het bosgebied lag Kamp Mariënbosch dat tussen eind 1944 en begin 1945 een Brits-Canadees legerkamp was. Direct na de Tweede Wereldoorlog werd dit het grootste kamp in Nederland dat in gebruik was als detentie- en uitzetkamp voor Duitsers in Nederland tijdens Operatie Black Tulip. De speeltuin werd ingericht in een gedeelte van dit gebied en tijdens de inrichting tussen 1946 en 1947 werden restanten van een geschutsopstelling gevonden.

### Opening speeltuin
Speeltuin De Leemkuil werd op 11 augustus 1946 geopend. De bouw werd gefinancierd door de gemeente Nijmegen. Op 13 november 1946 werd voor het beheer Stichting Speeltuinen Nijmegen opgericht. Hieronder kwamen later ook andere speeltuinen te vallen, waaronder Speeltuin Brakkefort in Brakkenstein. Het onderhoud werd gedaan door de gemeentelijke dienst Publieke Werken en Volkshuisvesting. In de jaren 80 werd de gemeentelijke subsidie gestopt en na een jaar bij de Nijmeegse Sportstichting werd Stichting Speeltuinen Nijmegen ondergebracht bij de afdeling Speelgelegenheden van de dienst Educatie en Welzijn van de gemeente.

## Omschrijving
Het terrein beslaat 3,5 hectare bosgebied. De speeltuin heeft ongeveer honderd toestellen. Hoofdattracties van De Leemkuil waren een groot houten fort en een Mayatempel. Ook rijdt er een treintje over het terrein. Omdat de speeltuin verouderd was en de kuil geregeld vol water liep, werd in 2016 met een grote opknapbeurt van de speeltuin gestart. Het fort en de tempel verdwenen en daarvoor in de plaats opende in april 2018 een Romeins speellandschap. Dit verwijst naar het Romeins aquaduct Nijmegen dat ook het Mariënbosch voor wateraanvoer gebruikte. De Leemkuil trekt jaarlijks zo'n 55.000 bezoekers.